# 小行星37391
小行星37391（37391 Ebre）是一颗绕太阳运转的小行星，为主小行星带小行星。该小行星于2001年12月1日发现。
該小行星以西班牙托爾托薩的埃布瑞天文台（Observatori de l'Ebre）命名。

## 轨道参数
小行星37391的轨道半长轴为2.3583713 UA，离心率为0.231。